# Чемпионат Европы по хоккею с шайбой среди юниорских команд
Чемпиона́т Европы по хокке́ю с ша́йбой среди юниоров — ежегодное соревнование, которое с 1968 по 1998 год проводилось Международной федерацией хоккея с шайбой.

## История турнира
В 1967 году был впервые проведен международный турнир сборных юниоров восьми стран, организованный по инициативе Федерации хоккея СССР и Чехословацкого хоккейного союза - турнир стал предшественником чемпионатов Европы среди юношей, который стал проводить ИИХФ. Первые 9 турниров играли хоккеисты до 19 лет, начиная с 1977 возрастной ценз снижен до 18. 
В 1969 году число участников увеличилось и была образована Группа B чемпионата Европы. 
В 1998 году прошёл последний чемпионат Европы, а начиная с 1999 года стал проводиться Чемпионат мира по хоккею с шайбой среди юниорских команд.

## Призёры чемпионатов Европы по хоккею с шайбой среди юниоров
|  | Турниры для хоккеистов до 19 лет |
|  | Турниры для хоккеистов до 18 лет |
|  | Неофициальный турнир             |

| Год  | Чемпионы     | Второе место | Третье место | Место и страна проведения                         | Место и страна проведения |
| ---- | ------------ | ------------ | ------------ | ------------------------------------------------- | ------------------------- |
| 1967 | СССР         | Финляндия    | Швеция       | Ярославль                                         | СССР                      |
| 1968 | Чехословакия | СССР         | Швеция       | Тампере, Хельсинки                                | Финляндия                 |
| 1969 | СССР         | Швеция       | Чехословакия | Гармиш-Партенкирхен                               | ФРГ                       |
| 1970 | СССР         | Чехословакия | Швеция       | Женева                                            | Швейцария                 |
| 1971 | СССР         | Швеция       | Чехословакия | Прешов                                            | Чехословакия              |
| 1972 | Швеция       | СССР         | Чехословакия | Шеллефтео, Лулео, Буден                           | Швеция                    |
| 1973 | СССР         | Швеция       | Чехословакия | Ленинград                                         | СССР                      |
| 1974 | Швеция       | СССР         | Финляндия    | Аппенцелль-Ауссерроден, Херизау                   | Швейцария                 |
| 1975 | СССР         | Чехословакия | Швеция       | Гренобль                                          | Франция                   |
| 1976 | СССР         | Швеция       | Финляндия    | Опава, Копршивнице                                | Чехословакия              |
| 1977 | Швеция       | Чехословакия | СССР         | Бремерхафен, Бремен                               | ФРГ                       |
| 1978 | Финляндия    | СССР         | Швеция       | Хельсинки, Вантаа                                 | Финляндия                 |
| 1979 | Чехословакия | Финляндия    | СССР         | Катовице, Тыхы                                    | Польша                    |
| 1980 | СССР         | Чехословакия | Швеция       | Градец-Кралове                                    | Чехословакия              |
| 1981 | СССР         | Чехословакия | Швеция       | Минск                                             | СССР                      |
| 1982 | Швеция       | Чехословакия | СССР         | Тюринге, Энгельхольм                              | Швеция                    |
| 1983 | СССР         | Финляндия    | Чехословакия | Осло                                              | Норвегия                  |
| 1984 | СССР         | Чехословакия | Швеция       | Бад-Тёльц, Фюссен, Гармиш-Партенкирхен, Розенхайм | ФРГ                       |
| 1985 | Швеция       | СССР         | Чехословакия | Англет                                            | Франция                   |
| 1986 | Финляндия    | Швеция       | Чехословакия | Дюссельдорф, Крефельд, Ратинген                   | ФРГ                       |
| 1987 | Швеция       | Чехословакия | СССР         | Тампере, Коувола, Хямеэнлинна                     | Финляндия                 |
| 1988 | Чехословакия | Финляндия    | СССР         | Пршеров, Оломоуц, Всетин                          | Чехословакия              |
| 1989 | СССР         | Чехословакия | Финляндия    | Киев                                              | СССР                      |
| 1990 | Швеция       | СССР         | Чехословакия | Эрншёльдсвик, Соллефтео                           | Швеция                    |
| 1991 | Чехословакия | СССР         | Финляндия    | Прешов, Спишска-Нова-Вес                          | Чехословакия              |
| 1992 | Чехословакия | Швеция       | Россия       | Лиллехаммер, Хамар                                | Норвегия                  |
| 1993 | Швеция       | Россия       | Чехия        | Новы-Тарг, Освенцим                               | Польша                    |
| 1994 | Швеция       | Россия       | Чехия        | Ювяскюля                                          | Финляндия                 |
| 1995 | Финляндия    | Германия     | Швеция       | Берлин                                            | Германия                  |
| 1996 | Россия       | Финляндия    | Швеция       | Уфа                                               | Россия                    |
| 1997 | Финляндия    | Швеция       | Швейцария    | Зноймо, Тршебич                                   | Чехия                     |
| 1998 | Швеция       | Финляндия    | Россия       | Мура, Малунг                                      | Швеция                    |

## Общее количество медалей по странам
За всю историю чемпионатов Европы среди юниоров только 4 страны становились обладателями золотых медалей. Наибольшее количество чемпионских титулов завоевала сборная России/СССР (12 титулов). 11 раз сборная, на поле которой проходил чемпионат, побеждала в турнире.
| № | Страна             | Золото  | Серебро | Бронза | Всего медалей |
| - | ------------------ | ------- | ------- | ------ | ------------- |
| 1 | Россия СССР        | 1 11 12 | 2 7 9   | 2 5 7  | 5 23 28       |
| 2 | Швеция             | 10      | 7       | 9      | 26            |
| 3 | Чехия Чехословакия | 0 5     | 0 9     | 2 8 10 | 2 22 24       |
| 4 | Финляндия          | 4       | 5       | 4      | 13            |
| 5 | Германия           | 0       | 1       | 0      | 1             |
| 6 | Швейцария          | 0       | 0       | 1      | 1             |